# Паска Олег Володимирович
Паска Олег Володимирович (нар. 2 травня 1970, смт Нижанковичі, Львівська область) — викладач Національного університету «Львівська політехніка», співзасновник «Вищої школи політичного лідерства», кандидат наук з державного управління. Директор Департаменту освіти та науки Львівської обласної державної адміністрації (з 15 квітня 2020).

## Біографія
Народився 2 травня 1970 року у селищі Нижанковичі Старосамбірського району Львівської області. Вищу освіту здобув у 1993 року, закінчивши Львівський державний університет ім. Івана Франка за спеціальністю «Фізик. Викладач фізики». У 2017 році захистив кандидатську дисертацію у Львівському регіональному інституті державного управління на тему: «Інститут Президентства як чинник державного управління суспільними змінами (досвід посткомуністичних країн)».
1993—2002 рр. — викладав фізику у Нижанковицькій середній школі.
2002—2005 рр. — працював заступником голови Старосамбірської районної ради.
2005—2006 рр. — голова Старосамбірської районної ради.
2006—2010 рр. — голова Перемишлянської райдержадміністрації.
2010—2011 рр. — начальник управління просторового розвитку Львівської обласної ради.
2014—2017 рр. — аспірант Львівського регіонального інституту державного управління Національної академії державного управління при Президентові України;
З 2018 році — асистент кафедри адміністративного та фінансового менеджменту Національного університету «Львівська політехніка», спільно з професорами Антоніною Колодій та Назаром Подольчаком засновує «Вищу школу публічного лідерства».
З квітня 2020 року — директор департаменту освіти та науки Львівської обласної державної адміністрації.

## Діяльність
1993 — 2006 рр.  –  член Всеукраїнського Товариства «Просвіта» ім. Тараса Шевченка.
2003 р. — співавтор ініціативи Старосамбірської районної ради щодо запровадження 10-річного мораторію на вирубування ялиці білої, яку згодом підтримали Львівська, Тернопільська та Івано-Франківська обласні ради.
2006 — 2010 рр. — автор методики розрахунку дієвості енергоефективних заходів у бюджетній сфері, що стала частиною програми енергозбереження для бюджетної сфери Львівщини на 2010—2015 роки та співавтор Програми енергозбереження для населення Львівщини на 2009—2012 роки в частині, що стосується компенсації населенню 20 % за кредити, взяті для переходу з газового опалення на інше;
2011 року — ініціатор та співавтор Програми проведення обласного конкурсу мікропроектів місцевого розвитку на 2011—2015 роки;

## Родина
Одружений з Іриною Терп'як. Виховують двох доньок — Юлію та Софію.

## Нагороди
- Орден Данила Галицького (26 червня 2008) — за вагомий особистий внесок у розвиток конституційних засад української державності, багаторічну сумлінну працю, високий професіоналізм та з нагоди Дня Конституції України[5]

## Інше
Володіє польською та англійською мовами. Захоплюється фотографією, колекціонуванням листівок та читанням історичних повістей.